# Josep Segarra Fabregat
Josep Segarra Fabregat   (Torreblanca, 4 de març de 1894 - Barcelona, 21 d'octubre de 1972) fou un futbolista valencià de la dècada de 1910.
Jugava de davanter. Formà part dels principals clubs de futbol catalans de la dècada de 1910. Fou jugador del FC Internacional la temporada 1913-14. La següent temporada jugà al FC Barcelona, amb qui jugà 8 partits i marcà 6 gols del Campionat de Catalunya. Defensà els colors del CE Sabadell el 1915-16, i tres temporades el color vermell del FC Espanya. El seu darrer club fou el RCD Espanyol, amb qui jugà temporada i mitja entre 1919 i 1920.